# Jeu par correspondance
Le jeu par correspondance (ou JpC) désigne une façon de jouer par différentes méthodes de communication à distance, généralement par échanges de courriers postaux ou électroniques ; dans ce dernier cas, on parlera de jeu par courriel ou de Play-by-email (abrégé PBEM, PBeM, PbEM, PBM, voire JPeM — Jeu par e-Mail).
Les parties se déroulent tour après tour, soit directement entre les joueurs, soit par l'entremise d'un arbitre qui, après réception et traitement des messages, renvoie les résultats aux joueurs. Cette forme de jeu a pour avantages de réunir des personnes qui n'habitent pas aux mêmes endroits et ne sont pas disponibles aux mêmes moments, et permet à ses participants de faire plusieurs parties simultanément.
Il existe plusieurs centaines de jeux par correspondance, des plus confidentiels aux plus connus ; quasiment tous les genres sont représentés : jeux de réflexion, de stratégie, de rôle, de simulation, de sport, etc. Certains jeux sont payants, beaucoup sont gratuits.

## Historique
Il est bien sûr difficile de dater les premières parties faites par correspondance ; parmi les quelques mentions historiques figurent celle des parties d'échecs entre les rois Louis VI de France et Henri Ier d'Angleterre, ou celle tirée d'un article du New York Times daté du 7 février 1897, qui annonce la deuxième session d'un tournoi international d'échecs entre 20 joueurs anglais et américains communiquant via câble transatlantique.

Déroulement de la partie de Diplomatie The Prince William Invitational, l'une des plus connues, jouée par correspondance en 1974.

Aux États-Unis, dans les années 1960, John Boardman (en) popularise un système par courrier pour des parties de Diplomacy. Dans les années 1970, Rick Loomis fonde la société Flying Buffalo et propose un jeu de guerre par correspondance (payant). À la même période, au Royaume-Uni, la revue spécialisée Flagship lance son premier numéro. Dans l'espace francophone, le mouvement est entre autres relayé par l'association Transludie, fondée en 1979, par le magazine Casus Belli, né au début des années 1980, par l'association LudiMail, créée en 1999, ou par le réseau TourDeJeu, apparu en 2001.
Au fil de l'histoire, tous les moyens de communication ont pu être mis à contribution, même si certains ne sont plus beaucoup utilisés (ou utilisables) : fax, minitel, télex, Bulletin board system, etc.

## Mécanismes

### Principes

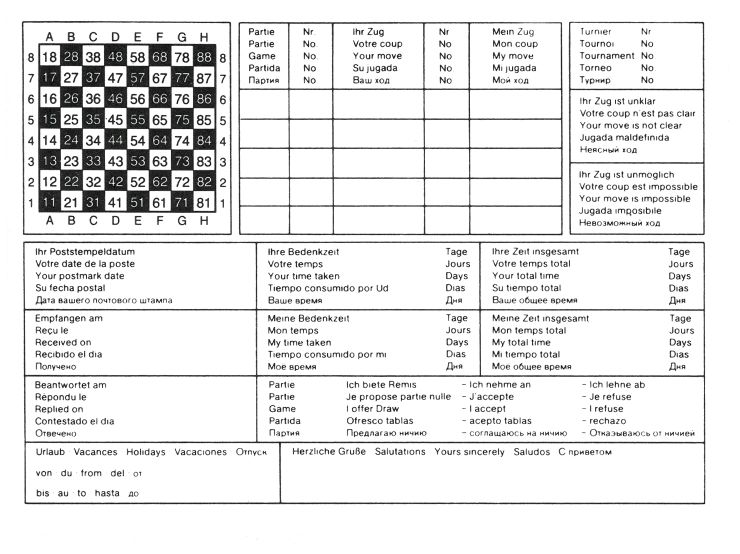
Carte postale pour une partie internationale d'échecs par correspondance.

Les principales phases d'un jeu par correspondance sont :
- les joueurs communiquent à un arbitre les ordres qu'ils veulent effectuer durant leur tour ;
- l'arbitre traite les ordres, soit dès réception, soit à intervalles réguliers (par exemple, toutes les semaines) ;
- l'arbitre communique le résultat du traitement aux joueurs, qui peuvent réfléchir au nouveau tour si la partie n'est pas terminée.

Ces phases sont traitées de façons très diverses, dépendant tant des moyens techniques mis en œuvre que de l'enjeu de la partie : par exemple, dans un championnat d'échecs par correspondance, les coups notés sur des fiches standardisées sont surveillés par un organisme de contrôle et généralement arbitrés par un programme spécialisé, alors que dans une partie entre amateurs, chaque joueur peut noter son coup sur un simple papier et reporter les coups de son adversaire quand il les reçoit.

### Lexique
Les termes les plus fréquents sont :
- Feuille d'ordre(s) → feuille contenant les ordres à exécuter pendant le tour ; la syntaxe est souvent codifiée pour faciliter le traitement.
- Feuille de résultat(s) → feuille renvoyée par l'arbitre décrivant le déroulement du tour de jeu et ses conséquences pour le joueur.
- ONR → abréviation « d'Ordre(s) Non Reçu(s) » ou « d'Ordre(s) Non Rendu(s) » ; la feuille d'ordre n'a pas été envoyée ou est arrivée hors délai ; dans certains cas, l'arbitre utilise alors une feuille d'ordre de réserve ou exécute une série d'ordres par défaut (par exemple, dans un jeu de gestion, les ressources sont automatiquement collectées).
- Gazette → publication spécifique au jeu ou à une partie ; parfois éditée comme fanzine, elle contient des contributions diverses : faits marquants, classements, chroniques, anecdotes, éléments d'ambiance, etc.

### Cas particuliers

Modèle de carte du jeu Diplomatie, utilisable tant sur internet que sur papier.

La grande place de l'écrit et les nombreuses possibilités techniques utilisables pour communiquer se retrouvent dans d'autres modes de jeux, ainsi assimilés aux jeux par correspondance.
Dans le cas des jeux par forum, la partie se déroule sur un site centralisé où les joueurs décident du déroulement de la partie, très souvent structurée comme une narration où le jeu est constitué par la correspondance elle-même ; l'autre particularité réside dans l'aspect public (ou plutôt : réservé aux inscrits) des communications qui composent la partie.
Le cas des jeux par navigateur est plus inégal : soit les principes du jeu par correspondance sont conservés (multijoueur, tour par tour, envoi d'ordres, traitement, envoi des résultats), et les pages web servent à faciliter l'exécution des mécanismes du jeu (saisie directe des ordres, présentation des résultats communs, publication des gazettes, notification de changement des règles, inscription à une liste de diffusion, etc.) ; soit les règles n'ont rien à voir avec ces principes et les jeux ne sont donc pas considérés comme jeux par correspondance.
Enfin, certains jeux vidéo permettent de jouer par mail, généralement par échange des sauvegardes grâce à une option complémentaire aux options de jeu en réseau.